# Thrypticomyia unisetosa
Thrypticomyia unisetosa är en tvåvingeart. Thrypticomyia unisetosa ingår i släktet Thrypticomyia och familjen småharkrankar.

## Underarter
Arten delas in i följande underarter:
- T. u. unisetosa
- T. u. nigribasis
- T. u. perelongata